# NGC 5976
NGC 5976 é uma galáxia lenticular (S0) localizada na direcção da constelação de Draco. Possui uma declinação de +59° 23' 54" e uma ascensão recta de 15 horas, 36 minutos e 47,8 segundos.
A galáxia NGC 5976 foi descoberta em 6 de Maio de 1850 por William Parsons.